# San Juan del Monte (Burgos)
San Juan del Monte es una localidad y un municipio situados en la provincia de Burgos, comunidad autónoma de Castilla y León (España), comarca de La Ribera, partido judicial de Aranda, ayuntamiento del mismo nombre.

## Geografía

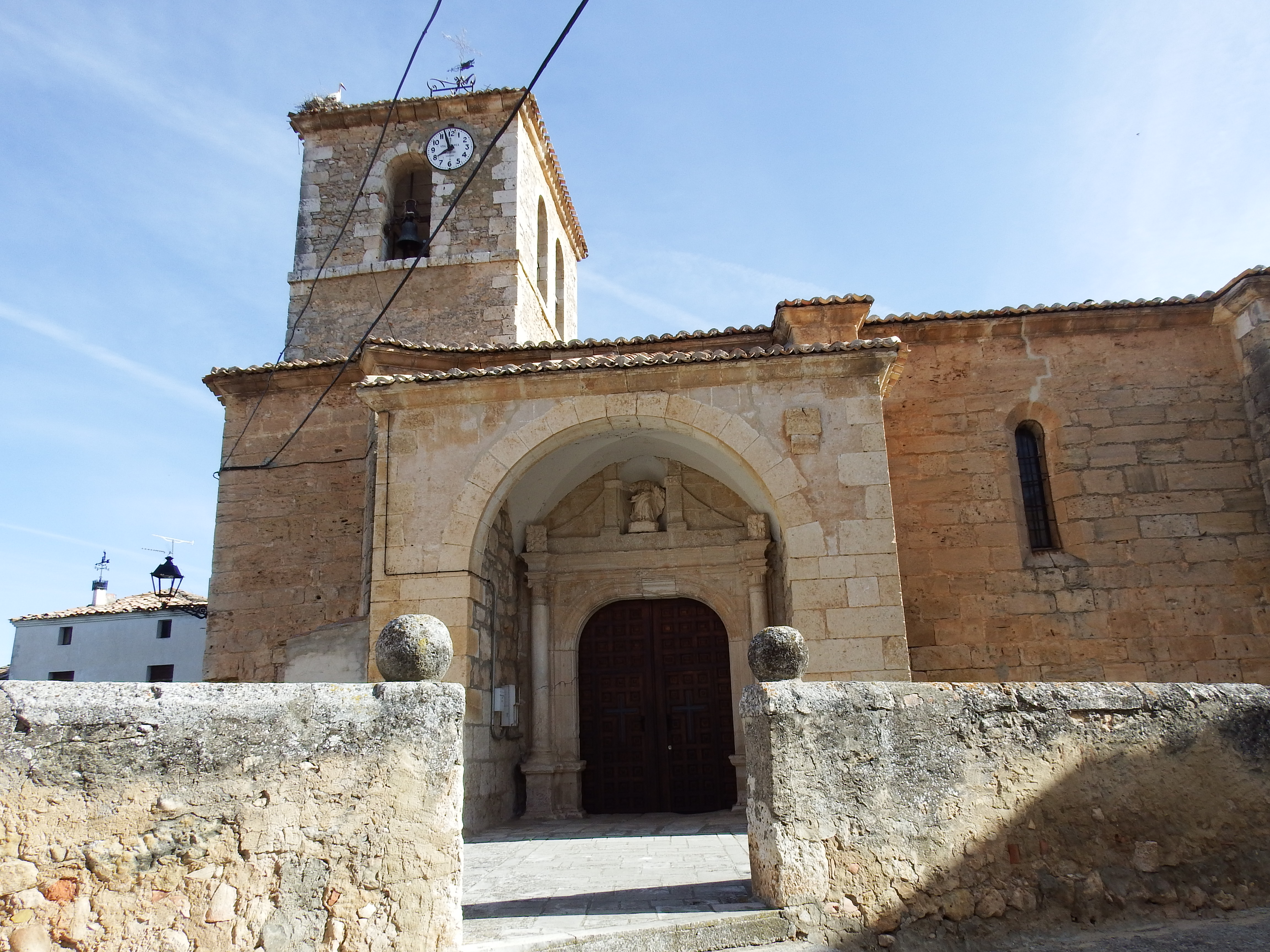
Iglesia de San Juan Evangelista

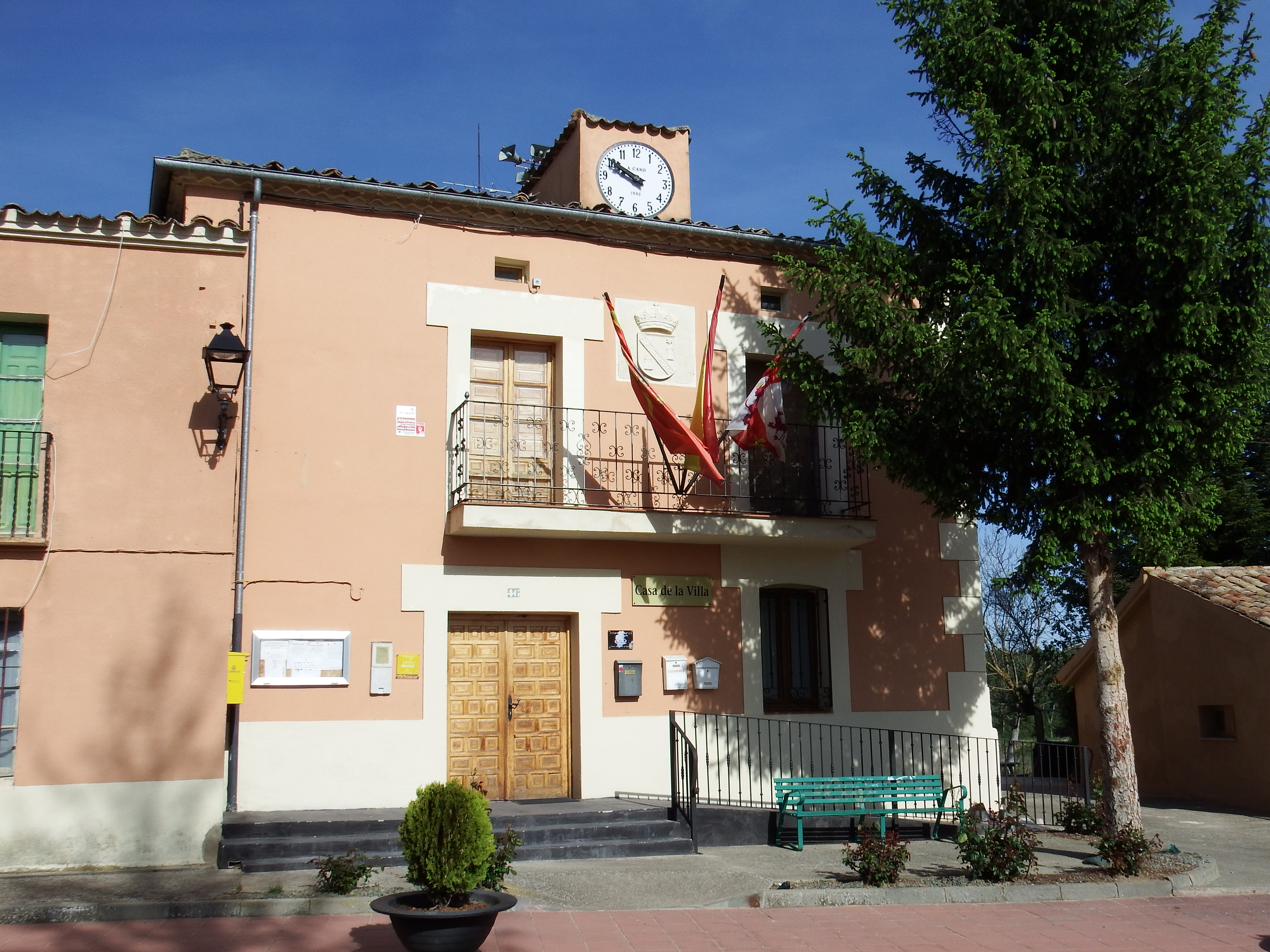
Casa consistorial

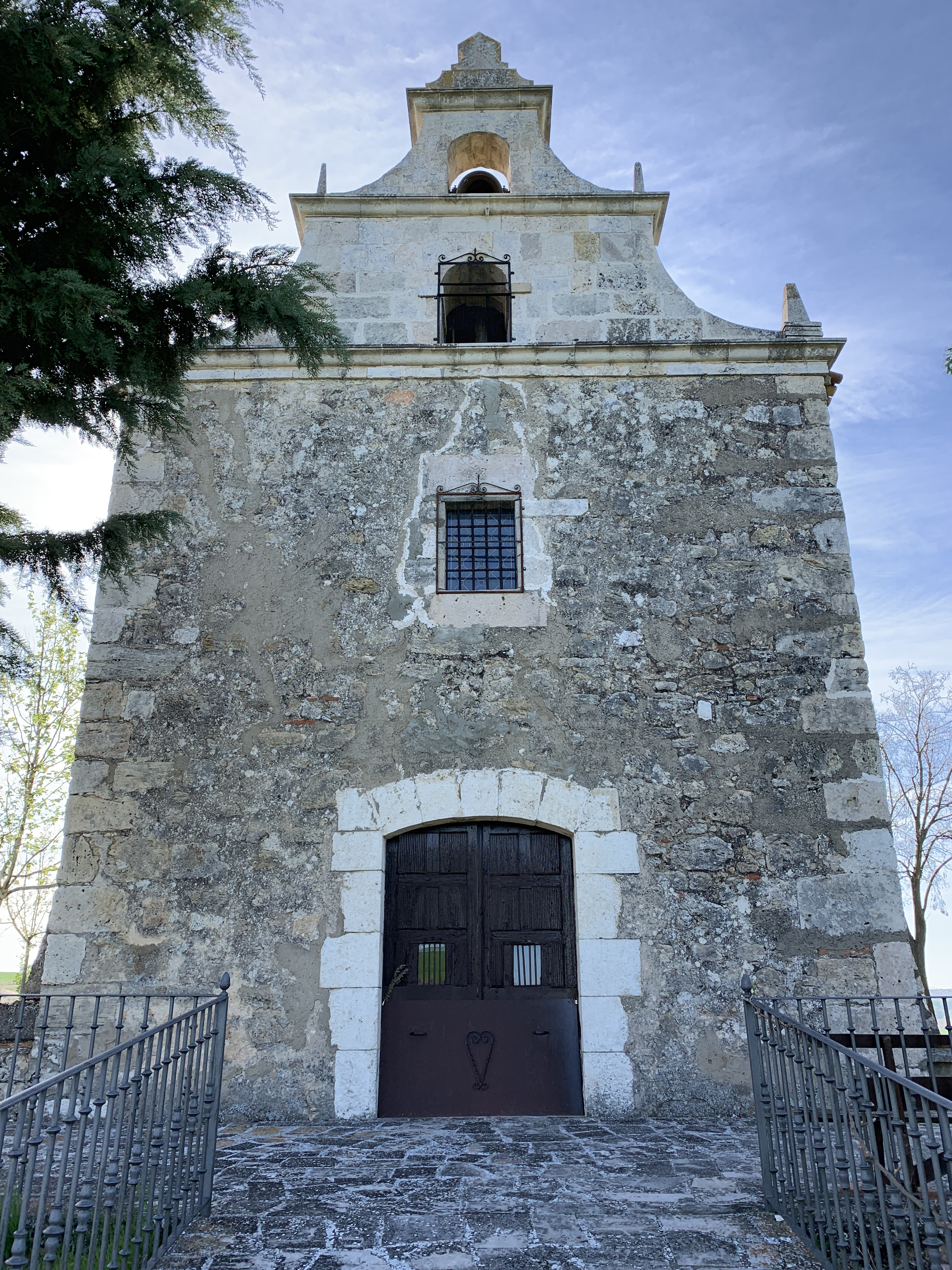
Ermita de la Virgen de la Vega

Tiene un área de 26,50 km² con una población de 149 habitantes (INE 2020) y una densidad de 5,62 hab/km².

## Demografía
San Juan del Monte cuenta con una población de 154 habitantes (INE 2024).
| Gráfica de evolución demográfica de San Juan del Monte entre 1842 y 2021                                              |
| |
| Población de derecho según los censos de población del INE. Población de hecho según los censos de población del INE. |

| 1991 |  | 1996 |  | 2001 |  | 2004 |  | 2017 |  | 2020 |
| ---- |  | ---- |  | ---- |  | ---- |  | ---- |  | ---- |
| 186  |  | 167  |  | 164  |  | 167  |  | 138  |  | 149  |